# Laos
Laos, formellt Demokratiska folkrepubliken Laos (lao: ສາທາລະນະລັດປະຊາທິປະໄຕ ປະຊາຊົນລາວ, Saathalanalat Pasaathipatai Pasaason Lao), är ett land i Sydostasien. Landet gränsar till Myanmar och Thailand i väst, Vietnam i öst, Kambodja i söder och Kina i norr.

## Etymologi
Landets namn på laotiska är Lao, men den franska pluralformen på de laotiska kungadömena har lett till tillägget av ett avslutande ’s’ på flera språk.

## Historia
Dagens Laos bestod under 1800-talet av tre självständiga kungariken: Champasak i söder, Luang Phrabang i norr och Vientiane däremellan. Med tiden kom dessa tre att domineras av det mäktigare Siam, dagens Thailand, i väster. Till följd av kriget mellan Frankrike och Siam år 1893 inkorporerades de tre laotiska kungadömena i den koloniala federationen Franska Indokina.
Japan erövrade Laos och resten av Indokina i mars 1945, då den franska Vichyregimen, som styrde kolonin, hade fallit i Europa. Den japanska ockupationen och den franska kolonialadministrationens fall gav utrymme för nationalistiska självständighetsrörelser som fortsatte att verka efter Japans kapitulation. Avkoloniseringen i området motverkades dock av Frankrike och också Laos drogs så småningom in i Indokinakriget.
År 1951 grundades den kommunistiska rörelsen Pathet Lao av prins Souphanouvong, "den röde prinsen". År 1953 invaderades landet av Pathet Lao, understödd av vietnamesiska Vietminh. Samma år utropade landet sig självständigt från Frankrike (erkänt av Frankrike 1954), och Kungariket Laos bildades. Enligt Genèvekonferensen 1954 drog sig de vietnamesiska styrkorna ut ur landet och Pathet Lao tilläts behålla styret över två provinser i norr. Efter fortsatta oroligheter och flera statskupper inleddes 1960 ett inbördeskrig mellan Pathet Lao, en kunglig högerregering stödd av västmakterna under ledning av Boun Oum i huvudstaden Vientiane och slutligen den nyligen avsatta regeringen under ledning av prins Souvanna Phouma, Pathet Lao-ledarens bror.
1962 bildades en enhetsregering mellan rojalister, Pathet Lao och neutralisterna under Souvanna Phouma. Souvanna Phouma blev då åter premiärminister. Året därpå bröt stridigheter mellan parterna ut än en gång och under 1960-talets gång intensifierades amerikansk inblandning i konflikten. Striderna fortsatte med inblandning av grannländerna fram till 1973, parallellt och direkt kopplat till Vietnamkriget. Men stärkta av kommunisternas seger i grannländerna Vietnam och Kambodja satte Pathet Lao år 1975 igång en ny offensiv som slutade med seger i december samma år. Kung Sisavang Vatthana abdikerade, neutralisternas premiärminister prins Souvanna Phouma avgick och prins Souphanouvong installerades som president. Över 40 000 laotier ur den etniska hmongminoriteten flydde över Mekongfloden till Thailand i fruktan för kommunistiska hämndaktioner för folkgruppens allmänt proamerikanska inställning. Under de kommande decennierna blev Laos allt mer isolerat från omvärlden, men knöt band till Sovjetunionen och Vietnam. Det styrande Laotiska revolutionära folkpartiet under ordförande Kaysone Phomvihane införde en planekonomisk utvecklingsmodell för landet och Laos blev observatörsstat i Comecon 1986.
Till följd av regeringens isoleringspolitik blev landets redan sköra ekonomi med åren allt mer ansträngd och 1991 vid kalla krigets slut tvingades regeringen lätta på isoleringen mot omvärlden. Det året fick man en ny författning som bland annat sa att Laos var en multietnisk stat med religionsfrihet och jämställdhet samt yttrandefrihet och andra grundläggande rättigheter. Det har dock uttryckts oro över fortsatta övergrepp och förföljelser i landet. Amnesty International menar att fortsatta brott mot de mänskliga rättigheterna begås av de laotiska myndigheterna trots ratificerandet av FN:s konvention om civila och politiska rättigheter.
Val till Laos nationalförsamling hölls 1992 och Laotiska revolutionära folkpartiet vann en överlägsen seger. Kommunisterna har behållit fortsatt strikt kontroll över den lagstiftande makten. Laos har under senare år tagit allt större steg i riktning mot demokrati men kommunistpartiet har fortfarande starkt folkligt stöd och sitter alltjämt kvar vid makten. Under 1990-talet har ekonomiska liberaliseringar skett, och landet har upprättat förbindelser med många västländer.

## Geografi

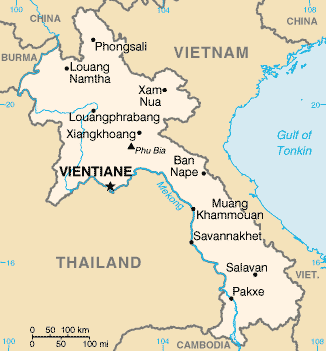
Karta över Laos.

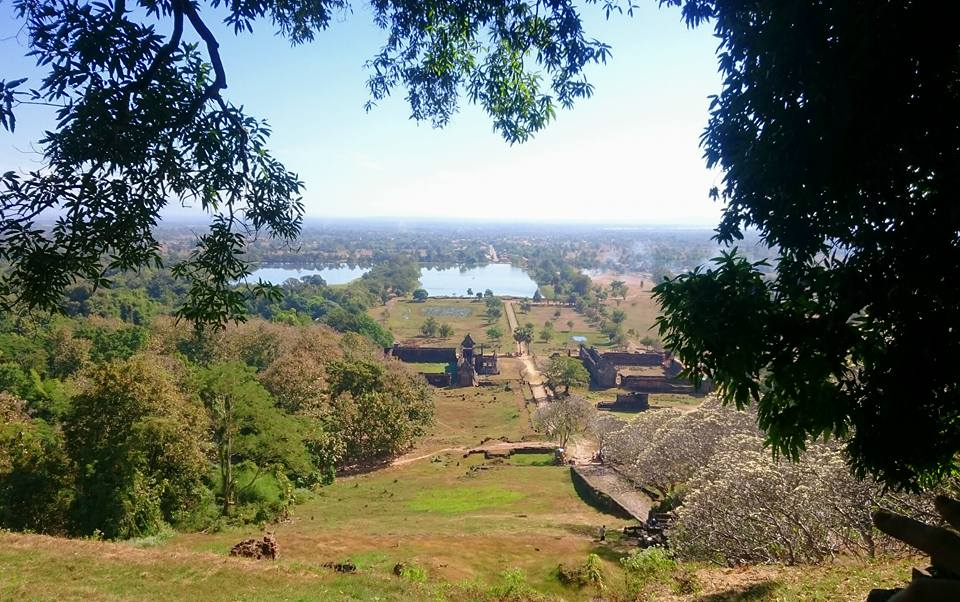
Vy från Vat Phou i Laos

Laos yta är 236 800 kvadratkilometer, vilket är något större än Storbritannien. Landet saknar havskust men genomkorsas av många floder, bland annat den väldiga Mekong, som tjänar som viktig transportled. I södra delen av landet utgör floden gräns mot Thailand. Laos topografi präglas av berg och höglandsplatåer, som tillsammans täcker cirka 70 procent av landets yta. Detta gör stora delar av landet svårtillgängliga, då vägnätet är dåligt utbyggt. De södra delarna av landet är mer låglänta med stora slätter.

## Styre och politik

### Författning och styre
Laos utropade sig som en demokratiskt folkrepublik 1975. Enligt den nuvarande författningen, som antogs 1991, har presidenten en stark maktposition. Presidenten väljs av nationalförsamlingen, vars medlemmar väljs genom allmänna val vart femte år. Det enda tillåtna politiska partiet i landet är det kommunistiska Laotiska revolutionära folkpartiet, även om oberoende kandidater kan ställa upp, förutsatt att de godkänns av Laotiska fronten för nationell återuppbyggnad, som består av kommunistpartiet och relaterade organisationer.

### Administrativ indelning
Laos är indelat i 16 provinser (khoueng), 1 kommun* (kampheng nakhon), och 1 specialzon** (khetphiset), enligt följande:

#### Norra Laos
- Louang Prabang (Louangphabang)
- Vang Vieng
- Xieng Khouang (Xiangkhoang)
- Hua Phan (Houaphan)
- Phongsali (Phongsali)
- Udomxai (Oudomxai)
- Luang Namtha (Louangnamtha)
- Bokeo
- Sainyabuli (Xaignabouli)

#### Södra Laos
- Attapeu (Attapu)
- Bolikhamsai (Bolikhamxai)
- Champasack (Champasak)
- Khammuan (Khammouan)
- Saravane (Salavan)
- Savannakhet
- Vientiane* (Viangchan)
- Vientiane (Viangchan)
- Saysomboun** (Xaisomboun)
- Sekong (Xekong)

## Ekonomi

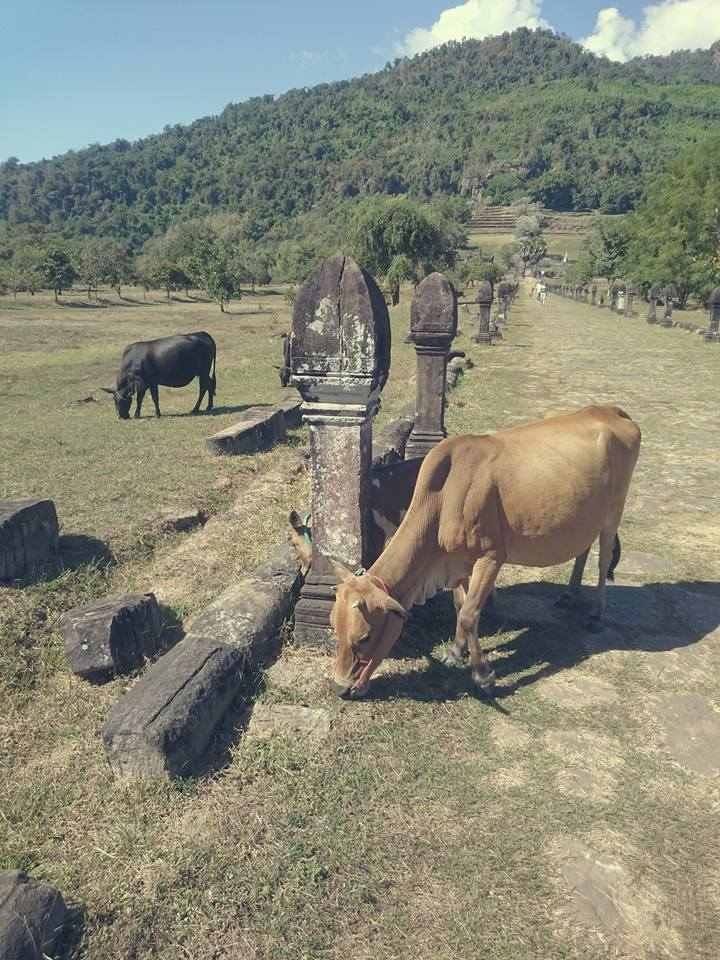
80% av befolkningen i Laos livnär sig på jordbruk

Laos tillhör de minst utvecklade länderna i världen. Enligt Human Development Reports lista över utvecklingsnivån i olika länder år 2018 hamnar Laos på plats 138 av 188 länder. Cirka 80 procent av landets befolkning livnär sig på jordbruk, fiske och skogsbruk. Laos är även upptagen på FN:s listor över minst utvecklade länder, LDC och LLDC.
Trots att styret i Laos är socialistiskt har ekonomiska reformer gjorts som tillåter ett visst mått av marknadsekonomi. Regeringen har nyligen öppnat en börs som möjliggör för utländska privatpersoner och företag att investerare i landets ekonomi under vissa begränsningar.

## Befolkning

### Demografi
Landets befolkning består av fler än 48 etniska grupper. Den dominerande folkgruppen är låglandsfolket, lao lum; se lao (etnisk grupp). Hälften av invånarna lever i slättområdena kring floden Mekong. Den största delen (80 procent) av alla etniska laotier lever utanför Laos, i norra Thailand (Isan). 
Den dominerande religionen i landet är buddhismen.

## Kultur

### Konstarter

#### Musik
Sångtraditioner som solosång och växelsång, där språkets melodiska nyanser och komplexa poetiska former spelar en central roll, är viktiga inslag i både majoritets- och minoritetskulturer i Laos. I den laotiska traditionen, även i nordöstra Thailand, är lam (eller khap i norr) dominerande, och framförs ofta med ackompanjemang från munorgeln khaen, som ibland även kombineras med långhalslutan phin och handcymbalerna sing, vilka spelas växelvis dämpat och klingande, tillsammans med andra instrument. Khaen finns i flera storlekar och består av två rader av pipor med ett rörblad som vibrerar inuti varje pipa, fästa vid en träbehållare för luft.
Hmong-folket använder ett instrument kallat kreng, som har sex pipor och ett långt blåsrör, vilket framförs under exempelvis begravningsceremonier, där musikern även utför en långsam dans.
De etniska minoriteterna i Laos har traditionellt sammansatt musikgrupper som använder slaginstrument av bambu samt metallgongar. I de norra bergsområdena, särskilt bland Kammu-folket, har bronstrummor, en form av kittelgong, haft en viktig roll i religiösa och sociala sammanhang.
Den klassiska orkestermusiken piphat och maholi, som framfördes vid hovet i Luang Prabang, är nära besläktad med motsvarande hovmusik i Thailand och Kambodja. Traditionell laotisk musik undervisas vid musikskolan i Vientiane.

## Internationella rankningar
| Organisation                                | Undersökning                   | Rankning   |
| ------------------------------------------- | ------------------------------ | ---------- |
| Heritage Foundation/The Wall Street Journal | Index of Economic Freedom 2019 | 110 av 180 |
| Reportrar utan gränser                      | Pressfrihetsindex 2019         | 171 av 180 |
| Transparency International                  | Korruptionsindex 2018          | 132 av 180 |
| FN:s utvecklingsprogram                     | Human Development Index 2018   | 140 av 189 |